# مایک لاو
مایک لاو (انگلیسی: Mike Love؛ زادهٔ ۱۵ مارس ۱۹۴۱) یک موسیقی‌دان اهل ایالات متحده آمریکا است. وی از سال ۱۹۶۱ میلادی تاکنون مشغول فعالیت بوده‌است.